# شورش بردگان ۱۷۹۱ (میلادی)
شورش بردگان ۱۷۹۱ (انگلیسی: 1791 slave rebellion)، در سنت دومینگ، از مستعمرات قرن هجدهم فرانسه روی داد. دولت برخاسته از انقلاب فرانسه در ماه مه ۱۷۹۱ به رنگین پوستان آزاد تابعیت و آزادی اعطا کرد، اما زمین‌داران سفیدپوست در سنت دومینگ از اجرای این تصمیم خودداری کردند. این امر منجر به شورش بردگان در سال ۱۷۹۱ شد. رویدادی کلیدی برای انقلاب هائیتی که با آن شهروندان جدید، حقوق اعطا شده خود را مطالبه کردند.

## پیشینه
اهالی آراواک و تائینو بیش از هزار سال در محلی که بعدها به نام هیسپانیولا معروف شد، سکونت داشتند. کریستف کلمب در ۵ دسامبر ۱۴۹۲ وارد این جزیره شد.
در سال ۱۶۵۹، نیمی از جزیره هیسپانیولا در دریای کارائیب، در زمان تجارت برده در اقیانوس اطلس به سنت دومینگ یک مستعمره فرانسه تبدیل شد.
بردگان تلاشهایی اولیه برای بازپس‌گیری آزادی خود انجام دادند. که از جمله آنها می‌توان به قیام سنت دومینگ توسط پادرژان در سال ۱۶۷۶ و قیام فرانسوا مکاندال در سال ۱۷۵۷ را نام برد.

## اعلامیه حقوق بشر و شهروند
در سال ۱۷۸۹، اعلامیه حقوق بشر و شهروند توسط مجلس ملی مؤسسان فرانسه در سال ۱۷۸۹ تنظیم شد، این یک سند حقوق مدنی بشر از انقلاب فرانسه است.

## مراسم در بوآ کایمن
در شب ۱۴ اوت ۱۷۹۱، نمایندگانی از بردگان مزارع مجاور لوکاپ گرد هم آمدند تا در مراسم مخفیانه‌ای که در جنگل حاشیه سنت دومینگ، مستعمره فرانسوی، برگزار شد، شرکت کنند.
در طول مراسم دوتی بوکمن و کشیش سیسیل فاتیمان پیشگویی کردند که ژرژ بیاسو، ژانو، ژان فرانسوا پاپیون انقلاب را رهبری خواهند کرد.

## شورش
ژان فرانسوا پاپیلون در آفریقا به دنیا آمد اما به بردگی برده شد و به اسارت به استان شمالی سنت دومینگ برده شد، جایی که در دهه‌های آخر قرن هجدهم در مزرعه پاپیون کار می‌کرد. او از آن مزرعه فرار کرد و مارون شد. 